# Şeḩḩatābād (ort i Iran)
Şeḩḩatābād (persiska: صحت آباد, صحبت آباد, Şoḩbatābād) är en ort i Iran.   Den ligger i provinsen Alborz, i den nordvästra delen av landet, 100 km väster om huvudstaden Teheran. Şeḩḩatābād ligger 1 168 meter över havet och antalet invånare är 719.
Terrängen runt Şeḩḩatābād är platt norrut, men söderut är den kuperad. Runt Şeḩḩatābād är det ganska glesbefolkat, med 27 invånare per kvadratkilometer. Närmaste större samhälle är Eshtehārd, 7,1 km öster om Şeḩḩatābād. Trakten runt Şeḩḩatābād består i huvudsak av gräsmarker.